# Bäck (beek)
De Bäck, vertaald beek, is een beek in Zweden, in de gemeente Piteå, die in de officiële lijst van waterwegen van de Zweedse instantie voor de waterhuishouding voorkomt. Het water van de Bäck komt van de sneeuw van de Snöberget, de Bäck is 2600 meter lang en stroomt een aantal kilometer voor Lillpite de Kleine Piterivier in.